# Dennis Green (Kanute)
Dennis Allan Green, OAM (* 26. Mai 1931 in Sydney; † 5. September 2018 ebenda) war ein australischer Kanute.

## Erfolge
Dennis Green nahm 1956 an den Olympischen Spielen in Melbourne im Zweier-Kajak mit Walter Brown in zwei Wettbewerben teil. Über 1000 Meter belegten sie zwar in ihrem Vorlauf den ersten Platz, im anschließenden Finale kamen sie nach einer Rennzeit von 3:59,1 Minuten aber nicht über den siebten Platz hinaus. Erfolgreicher verlief der Wettkampf auf der 10.000-Meter-Strecke. In einem zwölf Boote umfassenden Feld wurden keine Vorläufe ausgetragen, sodass alle Teilnehmer direkt im Finallauf starteten. Brown und Green gelang in 43:43,2 Minuten die drittschnellste Zeit, sodass sie hinter den siegreichen Ungarn János Urányi und László Fábián sowie Fritz Briel und Theo Kleine aus Deutschland die Bronzemedaille gewannen. Der Medaillengewinn war der erste im Kanusport in der australischen Olympiahistorie.
1960 ging er in Rom erneut in zwei Wettkämpfen an den Start. Mit Barry Stuart schied er dabei im Zweier-Kajak über 1000 Meter ebenso im Halbfinale aus wie auch mit der 4-mal-500-Meter-Staffel. Es folgten drei weitere Olympiateilnahmen auf der 1000-Meter-Strecke im Vierer-Kajak. Bei den Olympischen Spielen 1964 in Tokio erreichte er mit der australischen Auswahl das Finale, kam in diesem mit ihr nach 3:21,69 Minuten aber nicht über den neunten und letzten Platz hinaus. Vier Jahre darauf scheiterte er in Mexiko-Stadt mit der Mannschaft im Halbfinale und verpasste mit ihr auch 1972 in München den Finaleinzug. Bei den Spielen 1972 fungierte Green zudem bei der Eröffnungsfeier als Fahnenträger der australischen Delegation.
Auf nationaler Ebene gewann Green im Einer-, Zweier- und Vierer-Kajak insgesamt 64 australische Meisterschaften. Im Jahr 1977 wurde er mit der British-Empire-Medaille ausgezeichnet. 1986 erfolgte Greens Aufnahme in die Sport Australia Hall of Fame. 2007 erhielt er die Medal of the Order of Australia.